# Blühnbachtal

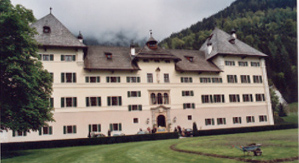
Schloss Blühnbach

Das Blühnbachtal ist ein rund 10 Kilometer langes westliches Seitental der Salzach im österreichischen Bundesland Salzburg. Es trennt das Hagengebirge (im Norden) vom Massiv des Hochkönigs (im Süden) am Rand der Berchtesgadener Alpen.
Von Tenneck, dem nördlichen Ortsteil von Werfen, führt eine Straße ins Blühnbachtal zum Schloss Blühnbach, das Erzbischof Wolf Dietrich von Raitenau von 1603 bis 1607 erbauen ließ. Von 1908 bis 1914 war das Blühnbachtal ein Jagdgebiet des Thronfolgers Franz Ferdinand. 1916 wurde es an die deutsche Industriellenfamilie Krupp verpachtet und später verkauft.
Am Beginn des Tales befindet sich die 1953/54 erbaute Filialkirche Tenneck, kurz danach ein Kleinwasserkraftwerk der Bundesforste.
Im westlichen Teil des Tals, kurz vor seinem Ende, befindet sich die Eckberthütte des Österreichischen Alpenvereins. In diesem Bereich war bis 2025 auch die Hochspannungsleitung durch das Hagengebirge optisch dominant.